# Бави (сасанидский аристократ)
Бави — сасанидский аристократ и полководец из дома Испахбудханов V века. Участник Анастасиевой и Иберийской войн. Также известен как Аспебедес, что является ошибочным произношением титула спахбед.

## Биография

Византийско-персидская граница.

Согласно Прокопию Кесарийскому, монеты Бави чеканились во время правления Кавада I в связи с его женитьбой сестре правителя, и, следовательно, он стал дядей будущего царя Хосрова I. По-видимому, он был отцом человека, известного как Аспарапет, настоящее имя которого было Шапур и ставшего дедом шаха Хосрова II и отцом Вистама и Виндуйи.
Согласно некоторым источникам, Бави участвовал в переговорах, которые привели к заключению мира 506 г. между Анастасием I и Кавадом I, положившим конец Анастасийской войне. После поражения сасанидов в битве при Даре во время Иберийской войны Кавад организовал вторжение на византийскую территорию, в ходе которого большая армия под командованием Михр-Михроя, Ханаранга и Бави вторглась в Месопотамию и осадила город Мартирополь, который в это время охраняли Бузес и Бессас. Командуя большими силами, с приближением зимы, приходом византийских подкреплений из Амиды и внезапной смертью Кавада, персы сняли осаду в ноябре или декабре.
В начале правления Хосрова I в 531 году Бави вместе с другими представителями персидской аристократии был вовлечен в заговор с целью свергнуть правителя и заменить его сыном второго старшего сына Замаспа Кавадом. Узнав о заговоре, Хосров казнил всех своих братьев и их потомков, а также Бави и других причастных. Хосров также приказал казнить Кавада, который был ещё ребёнком и находился вдали от двора, будучи воспитанным Адургунбадом. Хосров приказал убить Кавада, но Адургунбад не повиновался и тайно воспитывал его, пока в 541 году не был предан шаху своим собственным сыном Бахрамом. Хосров казнил его, но Каваду или кому-то, кто выдавал себя за него, удалось бежать в Византию.